# Park (restaurant)
Park is een restaurant gevestigd in het Park Hotel Kenmare, Kenmare, County Kerry, Ierland. Het is een kwaliteitsrestaurant dat één Michelinster bezat in de periode 1983 tot en met 1990 en 1994 tot en met 1999.
Het restaurant is gevestigd in het 5 sterren-hotel "Park Hotel Kenmare", dat bestaat sinds 1897.
In de perioden dat het restaurant de Michelinster droeg, waren onder meer Bruno Schmidt en wijlen Matthew D'Arcy chef-kok.